# 크라스니홀름

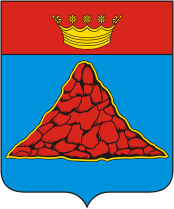
시 문장

크라스니홀름(러시아어: Кра́сный Холм)은 러시아 트베리주 동부에 위치한 도시로, 인구는 6,396명(2002년 기준)이다. 몰로가 강과 접하며 트베리(트베리 주의 주도)에서 북동쪽으로 175km 정도 떨어진 곳에 위치한다.
1518년 건설되었으며 1776년 시로 승격되었다. 도시 이름은 러시아어로 "붉은 언덕"을 뜻한다.